# لوساپ
لوساپ نام یک آب‌سنگ حلقوی در جزایر مورتلوک علیا (با نام‌های دیگر جزایر خاوری یا جزایر شرقی) است که بخشی از جزایر بیرونی ایالت چوک، ایالات فدرال میکرونزی است. این آب‌سنگ حلقوی در ۸۱ کیلومتر (۵۰ مایل) جنوب باختری تالاب چوک قرار دارد.
لوساپ نام یکی از چهار جزیره در این آب‌سنگ حلقوی نیز هست و در آن سه دهکده پِکیاس، سُتیو، و لوکان وجود دارند. هر دهکده نیز برای خود دسته‌بندی قومی دارد.

## زبان‌شناسی
جزایر بیرونی، روش‌های متفاوتی برای واژه‌های زبان چوکی دارند. گویش‌های آنان با مردم ساکن تالاب چوک متفاوت است.

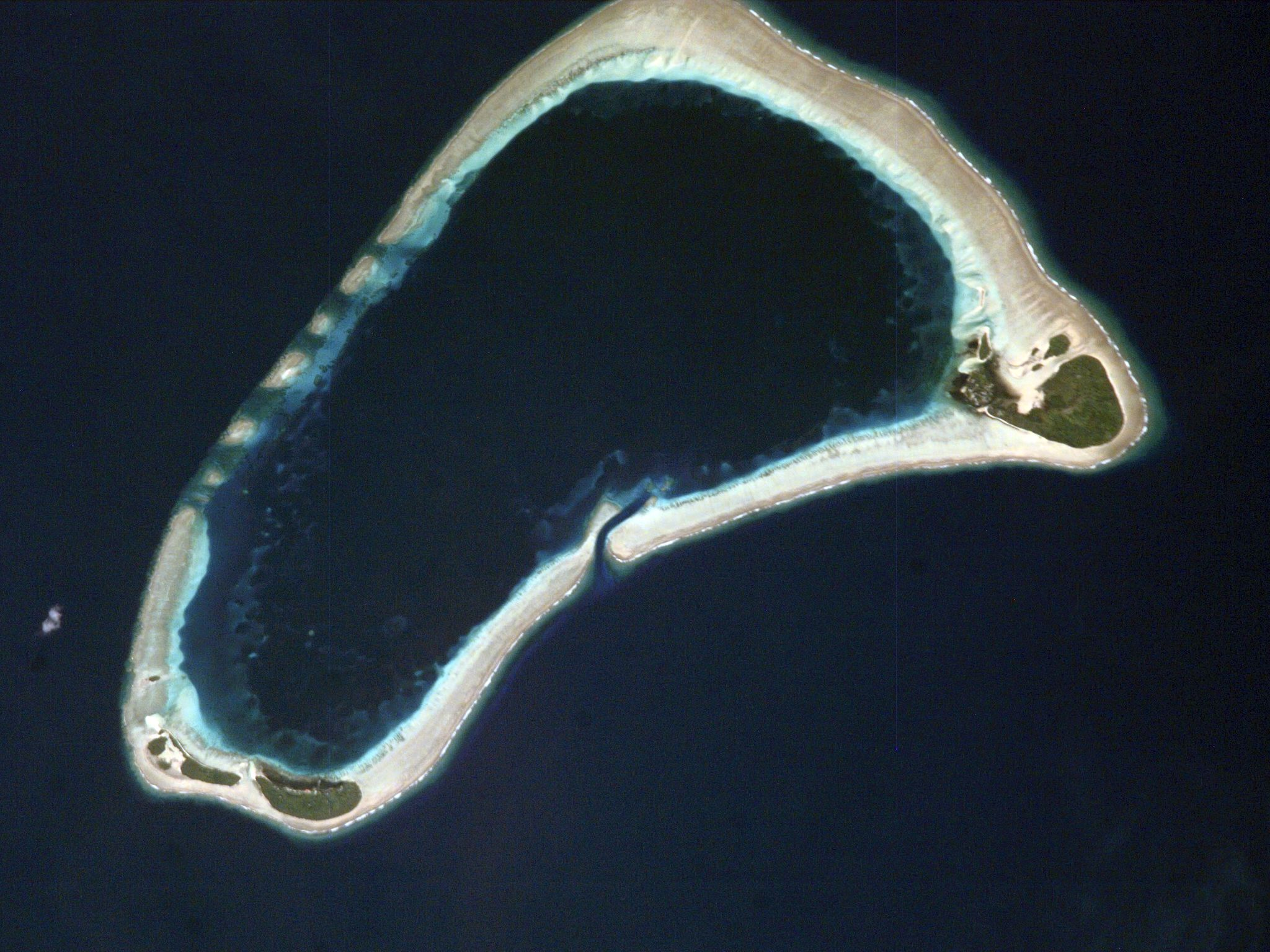
آب‌سنگ حلقوی لوساپ از دید ماهواره اداره کل ملی هوانوردی و فضا (ناسا)

## دهکده‌ها و گروه‌های قومی ساکن
| پِکیاس     | لوکان   | سُتیو        |
| --------- | ------- | ----------- |
| لِمُک (سُتا) | آنگِرو   | پِیچِن/لِپاراس |
| لِتو       | لِچاپِتیو | ایمِنیکاو    |
| فانمُک     |         | تیِلا        |
| سیتُوا     |         | لاتولوآ     |
| فانگِتا    |         | اوچوکای     |
| مالایو    |         |             |
| آلینگاوا  |         |             |